# Крутые бобры
«Крутые бобры» или «Злюки Бобры» (англ. Angry Beavers) — американский мультсериал производства Nickelodeon о двух братьях-бобрах — Но́рберте и Дэ́ггете, которым предстоит начать самостоятельную жизнь после того, как родители выселяют их из дома. Сериал продлился 4 сезона и был снят с эфира до того, как были показаны все серии.

## Сюжет
Двух Бобров — Деггета и Норберта — выкинули из дома, когда у их матери появилась вторая двойня. Они совместно построили дом на берегу озера. Бобры жить друг без друга не могут, хотя часто ссорятся. Самостоятельная жизнь Дега и Норба непроста, теперь их в любую минуту может затянуть новое событие (так обычно и бывает) — и тогда хорошие в душе бобры показывают свою плохую сторону.

## Персонажи

### Главные
- Деггет Дуфус — бобр бурого цвета с красным носом, младший брат Норберта. Деггет как сумасшедший пытается наверстать всю свою жизнь. Он полон энергии и всегда готов к работе, однако нетерпелив и очень быстро сдаётся, когда не может быстро довести дело до конца.
- Норберт Фостер — бобр светло-оранжевого цвета с фиолетовым носом, старший брат Деггета (старше Дега всего на 4 минуты), во многом является практически антиподом своему брату. Очевидно, Норберт умнее и даже мудрее своего брата. Норберт — неторопливый и хитрый бобёр. У него достаточно терпения для того, чтоб построить большой игровой парк у себя дома. И в отличие от своего младшего, но более туповатого братика, он почти никогда не принимает вещи очень близко к сердцу.

### Другие
- Медведь Барри — друг Дега и Норба, поклонник соула. В основе персонажа лежит личность Барри Уайта.
- Водила — довольно грубая землеройка-дальнобойщик. Носит большую кепку. Только и говорит о своём грузовике.
- Бинг — надоедливая ящерица.
- Окснард Монтальво — Любимый киногерой бобров. Звезда фильмов ужасов класса В, столь горячо любимых Норбом и Дегом. Напоминает одновременно Грегори Пека и Хамфри Богарта. Всегда отображается в стилистике фантастических комиксов 1930-х годов. У Норберта есть его маска для Хеллоуина.
- Эль Грападура (созвучно с El Grapadora — исп. Степлер) — любимый рестлер бобров.
- Учёный № 1 и Пит — два стереотипных учёных, часто проводящих безумные эксперименты.
- Пенёк — друг Норба. Неодушевлённый персонаж. Неизвестно, двигается ли он вообще, или бобры просто принимают его за живого.
- Семицветик — подружка Норба.
- Челси и Стэйси — младшие сестры Норба и Дега.
- Мама и Папа — родители бобров.

## Серии
| Сезон | Серии | Серии | Даты показа     | Даты показа     |
| Сезон | Серии | Серии | Первая серия    | Последняя серия |
| ----- | ----- | ----- | --------------- | --------------- |
| 1     | 13    | 13    | 19 апреля 1997  | 15 ноября 1997  |
| 2     | 13    | 13    | 1 марта 1998    | 21 ноября 1998  |
| 3     | 22    | 22    | 14 марта 1999   | 18 марта 2000   |
| 4     | 14    | 14    | 2 сентября 2000 | 11 июня 2001    |